# 城市教堂 (拜罗伊特)

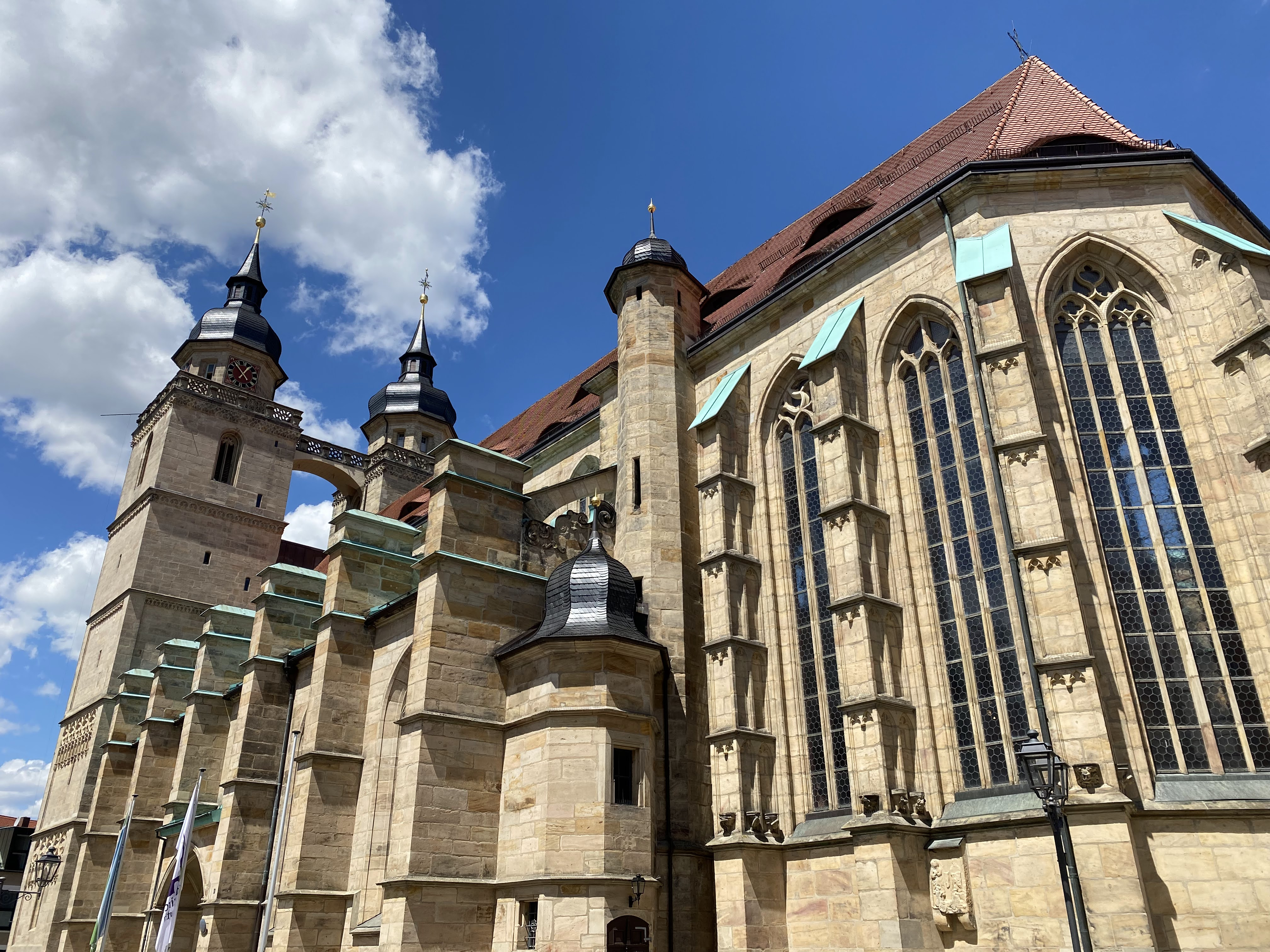
城市教堂

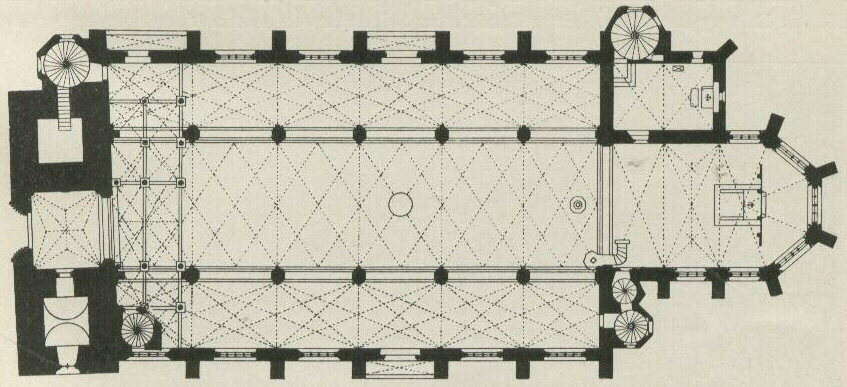
平面

城市教堂（Stadtkirche）是德国巴伐利亚州拜罗伊特的一座教堂，晚期哥特式风格。 

## 位置
拜罗伊特城市教堂坐落在市中心的步行区，南侧为坎茨莱街，北侧为教堂广场，周围被房屋包围。 

## 设施
唱诗班席下面是勃兰登堡-拜罗伊特侯爵的墓穴。 

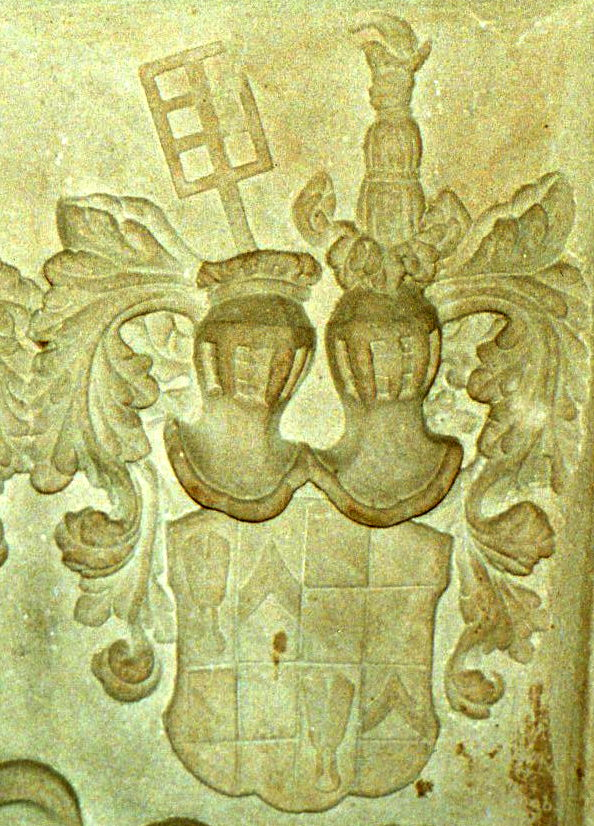
墓志铭上的贵族纹章

## 历史
今天教堂最古老的部分是西北塔楼的底部，建于12或13世纪。1370年到1380年扩建为现在的规模。 
虔诚的格奥尔格侯爵领导了1528年的拜罗伊特改革。 
1430年，教堂曾毁于胡斯战争，1605，1607和1621年教堂部分受火灾损毁，随后它一次又一次地很快重建。1632年三十年战争中一个炮弹射入唱诗班席的窗口，但没有造成直接的人身伤害。

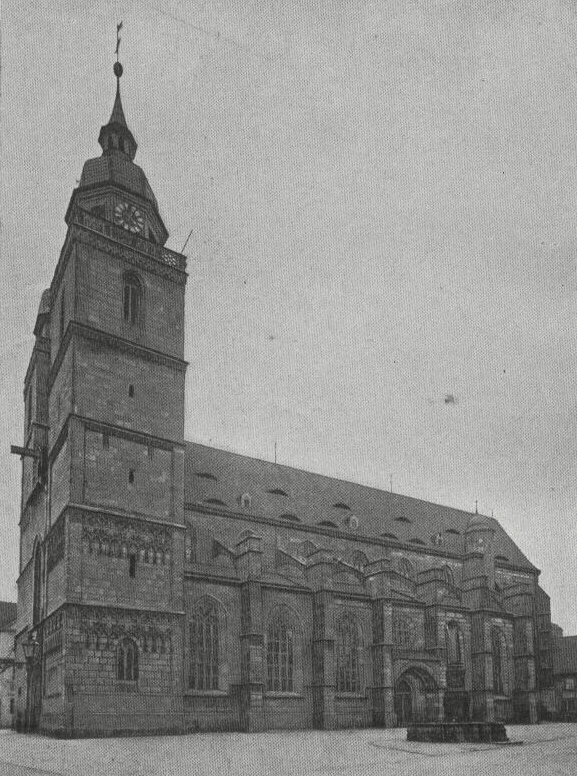
南部，1902年
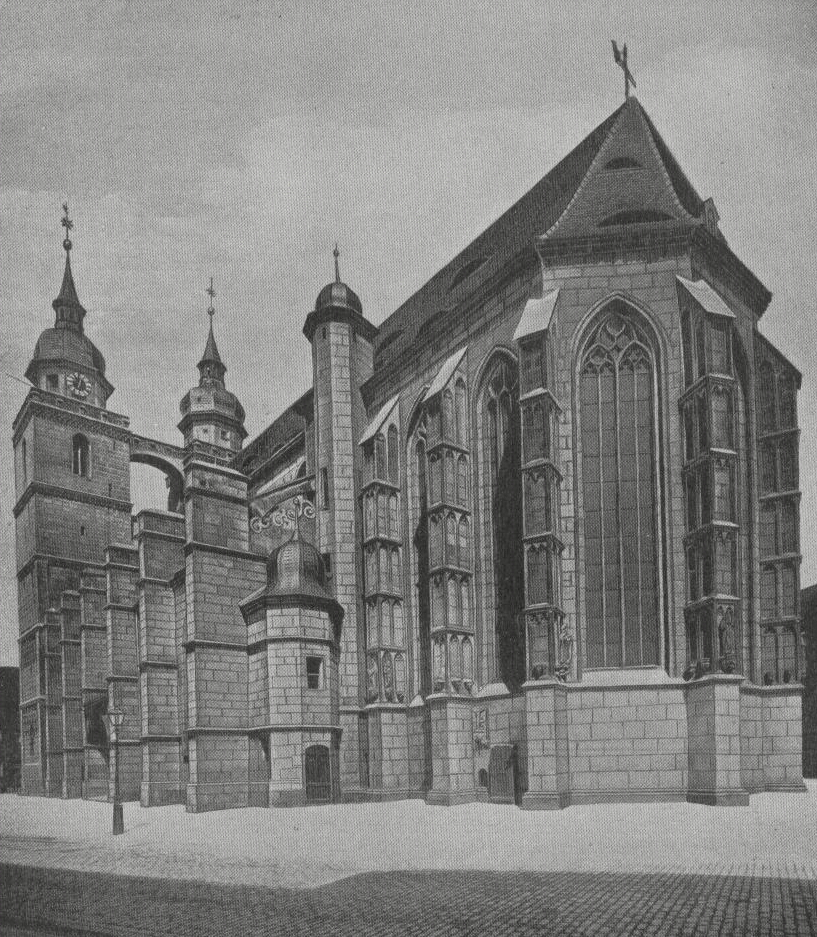
唱诗班席，1902年